# Durdent
La Durdent est un fleuve côtier normand, long de 25 kilomètres. Sa vallée, sise en plein cœur du pays de Caux en Seine-Maritime, conserve les vestiges de nombreux moulins installés sur les rives d'un cours d'eau au débit d'une grande régularité.

## Géographie

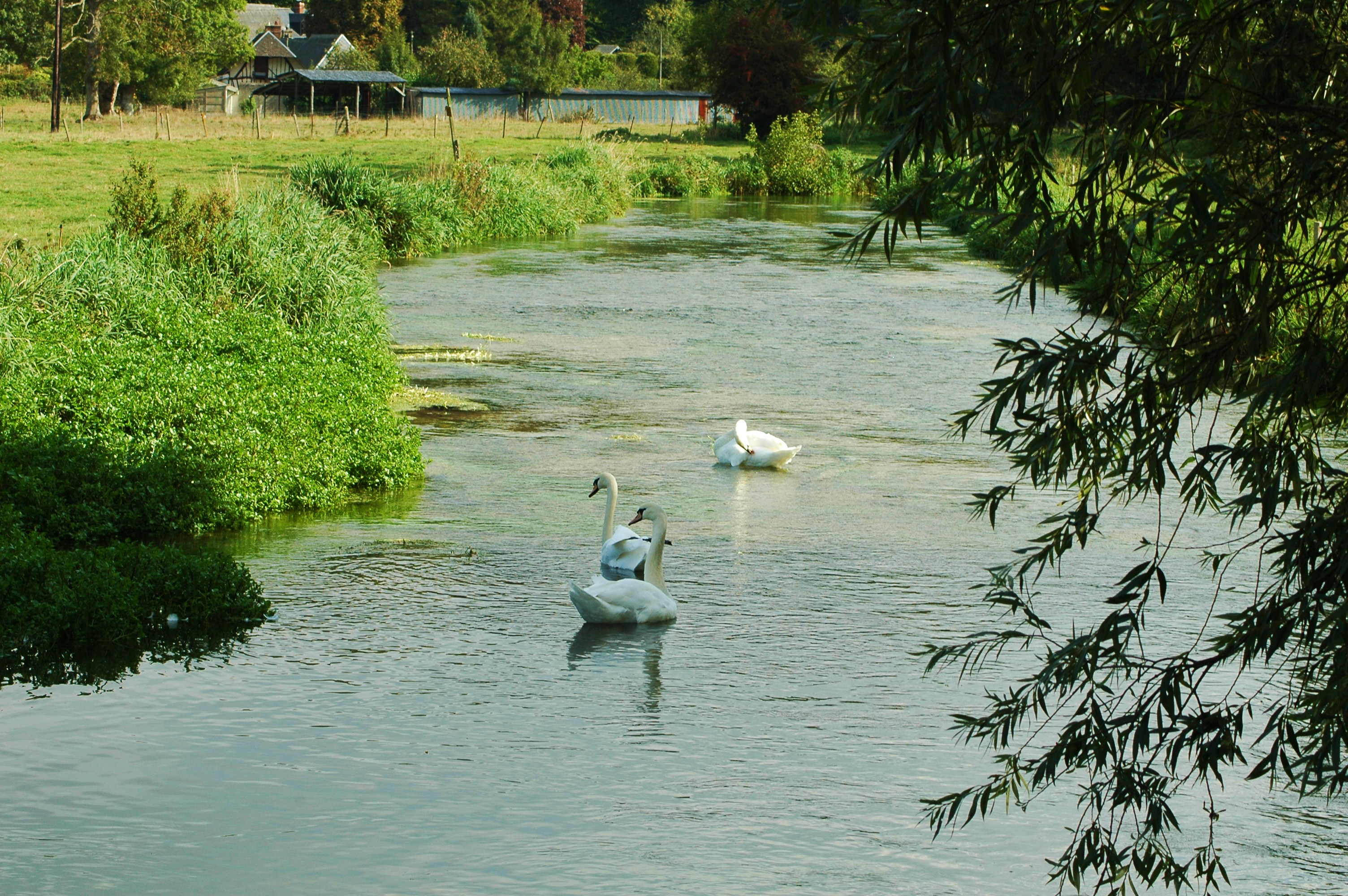
La Durdent près de son embouchure, non loin de Paluel.

Elle prend sa source dans le pays de Caux au nord-ouest d'Yvetot, près de Héricourt-en-Caux, de la réunion des ruisseaux de Saint-Denis et de Saint-Riquier, puis adopte une direction nord - nord-ouest, caractéristique des fleuves côtiers de Seine-Maritime, arrose Cany-Barville et se jette dans la Manche au niveau de  Veulettes-sur-Mer sur la côte d'Albâtre. La Durdent entaille le plateau cauchois, haut de 80 à 100 m, couvert de limons siliceux lœssiques très fertiles. Sur sa rive gauche, le flanc de sa vallée est recouvert de dépôts limoneux originaires des plateaux et mis en place par ruissellement et solifluxion. En rive droite, les flancs de coteaux sont marqués par des affleurements de craies marneuses du Turonien, à proximité d’Héricourt-en-Caux, et de craies blanches à silex du Sénonien en aval de cette commune.
La Durdent arrose (d'amont en aval) Robertot, Sommesnil, Oherville, Le Hanouard, Grainville-la-Teinturière, Cany-Barville, Clasville, Vittefleur, Paluel, Veulettes-sur-Mer.

## Hydrologie

Débits mensuels de la Durdent sous la forme d'un histogramme.

Malgré sa faible longueur, la Durdent présente un débit élevé (3,8 m3/s à Vittefleur près de l'embouchure), son bassin hydrographique, formé de cours d'eau de faible longueur (ruisseau de Saint-Martin à Cany-Barville), étant relativement étendu (355 km2).
À la station hydrologique de Vittefleur, les mesures effectuées depuis 42 ans (de 1966 à 2007) sur une superficie de bassin versant de 349 km2 (soit plus de 98 % de celle-ci) montrent la remarquable stabilité du débit. La période des hautes eaux est enregistrée durant la période hivernale avec une moyenne mensuelle de 4,08 m3/s atteint en février, les plus basses eaux  interviennent à la fin de l'été avec un débit de 3,52 m3/s en septembre. Les périodes d’étiage, tout comme les hautes eaux, sont donc très limitées.
En établissant une comparaison entre le débit et le bassin versant, la Durdent présente un débit abondant ainsi que l'atteste une lame d'eau de 340 mm/an (largement supérieure à la moyenne nationale qui est de 300 mm, mais surtout à celle du bassin de la Seine de l'ordre de 225 mm) et débit spécifique (Qsp) de 10,8 litres par seconde et par kilomètre carré de bassin (9,5 l/s/km2 pour l'ensemble des cours d'eau français, 7,1 l/s/km2 dans le cas du bassin de la Seine).

## La vallée des moulins

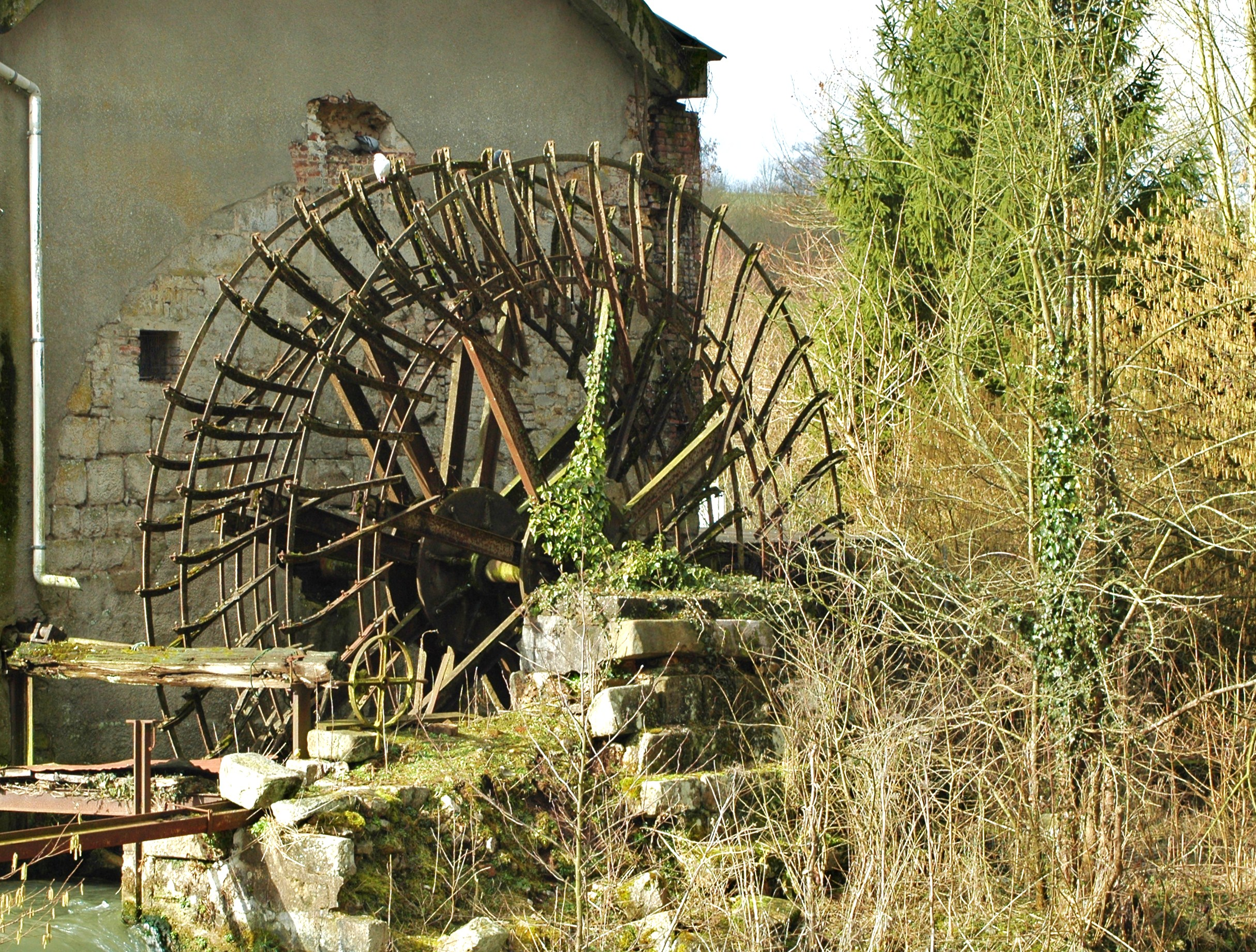
Vieux moulin sur la Durdent.

Petit fleuve au cours pentu et au débit régulier, la Durdent a vu s'installer, le long de son cours, de nombreuses petites industries: filatures, fabriques d'huile ou d'encre, minoteries. Vers 1870, la vallée était si active, le commerce si florissant que la construction d'un chemin de fer était envisagé entre Yvetot et Cany-Barville ; le tracé n'ayant pas été retenu, les industriels furent obligés d'acheminer ou de réceptionner les marchandises dans des gares distantes de 10 ou 15 km. Cela contribua au déclin précoce de ces activités. Au XIXe siècle, lorsque régnait la prospérité, plus de 60 moulins s'échelonnaient le long de la Durdent ; les vestiges en plus ou moins bon état d'une trentaine d'entre eux sont encore visibles aujourd'hui, l'un anime une minoterie (à Vittefleur) et trois autres produisent de l'électricité. Près de l'embouchure du fleuve, sur le territoire de la commune de Paluel, EDF exploite une des plus grandes centrales nucléaires de France.
Comme ailleurs dans le pays de Caux, la vallée de la Durdent recèle un riche patrimoine historique : château de Boscol à Héricourt-en-Caux, d'Auffay-la-Mallet près d'Oherville, de Janville à proximité de Paluel et surtout de Cany-Barville, construit entre 1640 et 1646 selon les plans de François Mansart et entouré d'un parc à l'anglaise redessiné au XIXe siècle. Grainville-la-Teinturière s'honore d'être le village natal de Jehan de Béthencourt, conquérant et premier roi des îles Canaries.

## Écologie
La vallée de la Durdent présente un grand intérêt écologique en raison de la présence de nombreuses espèces de chauves-souris comme la très rare barbastelle, le grand et petit rhinolophe ou encore le Grand Murin en forte diminution numérique dans cette partie de la France. Les espèces plus communes comme l'oreillard roux ou le vespertilion de Daubenton sont fortement représentées. Cette richesse faunique a valu au bois de la Roquette, situé sur un des versants de la vallée, au sud de Cany-Barville, d'être classé parmi les sites Natura 2000.